# Rachiplusia ouella
Rachiplusia ouella är en fjärilsart som beskrevs av Embrik Strand 1917. Rachiplusia ouella ingår i släktet Rachiplusia och familjen nattflyn. Inga underarter finns listade.